# Contovello
 Contovello  (Contovèl in dialetto triestino, Kontovel in sloveno) è un quartiere del comune di Trieste.
Si trova sul ciglione dell'Altopiano Carsico, a poca distanza dal quartiere di Prosecco e praticamente sopra il quartiere di Miramare, raggiungibile tramite un pittoresco sentiero che sbocca nella stazione omonima.
È abitato prevalentemente dalla comunità etnica slovena. Prima dell'annessione all'Italia nel 1918, più del 95% della popolazione era di madrelingua slovena.

## Storia

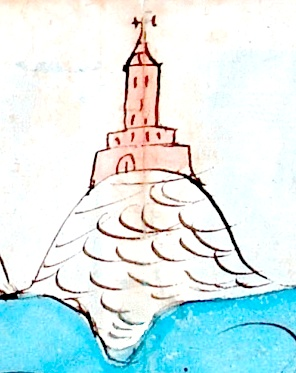
Raffigurazione del Castello di Moncolano, presso il quale nel 1413 sorse il paese di Contovello

L'area, strategica sin dall'antichità era nel medio evo oggetto di attenzione sia da parte dei signori di Duino che del Comune di Trieste, che vi costruì agli inizi del trecento, per motivi di controllo, il succitato Castello di Moncolano, noto poi come Torre di Prosecco, struttura che diede nome al celebre vino.
Per migliorare il controllo della zona il Comune di Trieste decise di realizzare anche un insediamento stabile, un abitato di fondazione costruito su preciso progetto, dove insediare contadini provenienti dagli abitati carsici esterni al distretto comunale (all'epoca indicati in modo generico come slavi, per differenziarli dai distrettuali, la cui etnia era all'epoca meno importante che in epoca moderna).

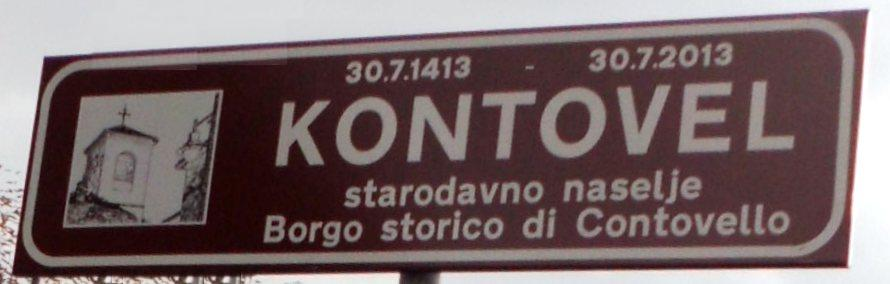
Tabella collocata all'entrata del paese

Contovello è l'unico borgo del territorio triestino del quale possiamo indicare l'esatto anno di fondazione. Nel luglio del 1413 il maggior Consiglio comunale triestino, su indicazione dei Giudici cittadini incarica questi ultimi di informarsi riguardo agli importanti terreni vitivinicoli posti presso la cappella di San Girolamo, vicino al Castello di Moncolano. I terreni privati dovevano essere acquisiti dal Comune per l'insediamento dei slavi, che vennero o verranno ad abitare nel territorio comunale:
(Risoluzione del Maggior Consiglio triestino del 1413)
Successivamente l'abitato si dotò, durante le scorrerie turche, di un muro di difesa, la centa, che cingeva tutto il borgo. Oggi questa struttura risulta inglobata dall'abitato contemporaneo, che espandendosi ha mutato la propria forma originaria. Questo nucleo primigenio, assieme all'antico muro di difesa si cela ancora tra le peculiari stradine del borgo, le cui caratteristiche narrano una storia unica nel panorama triestino...

## Monumenti e luoghi di interesse
- Chiesa parrocchiale, dedicata a San Girolamo

- Chiesa di Santa Maria della Salvia, poco fuori dal centro abitato, in località Moncolano.

## Galleria d'immagini

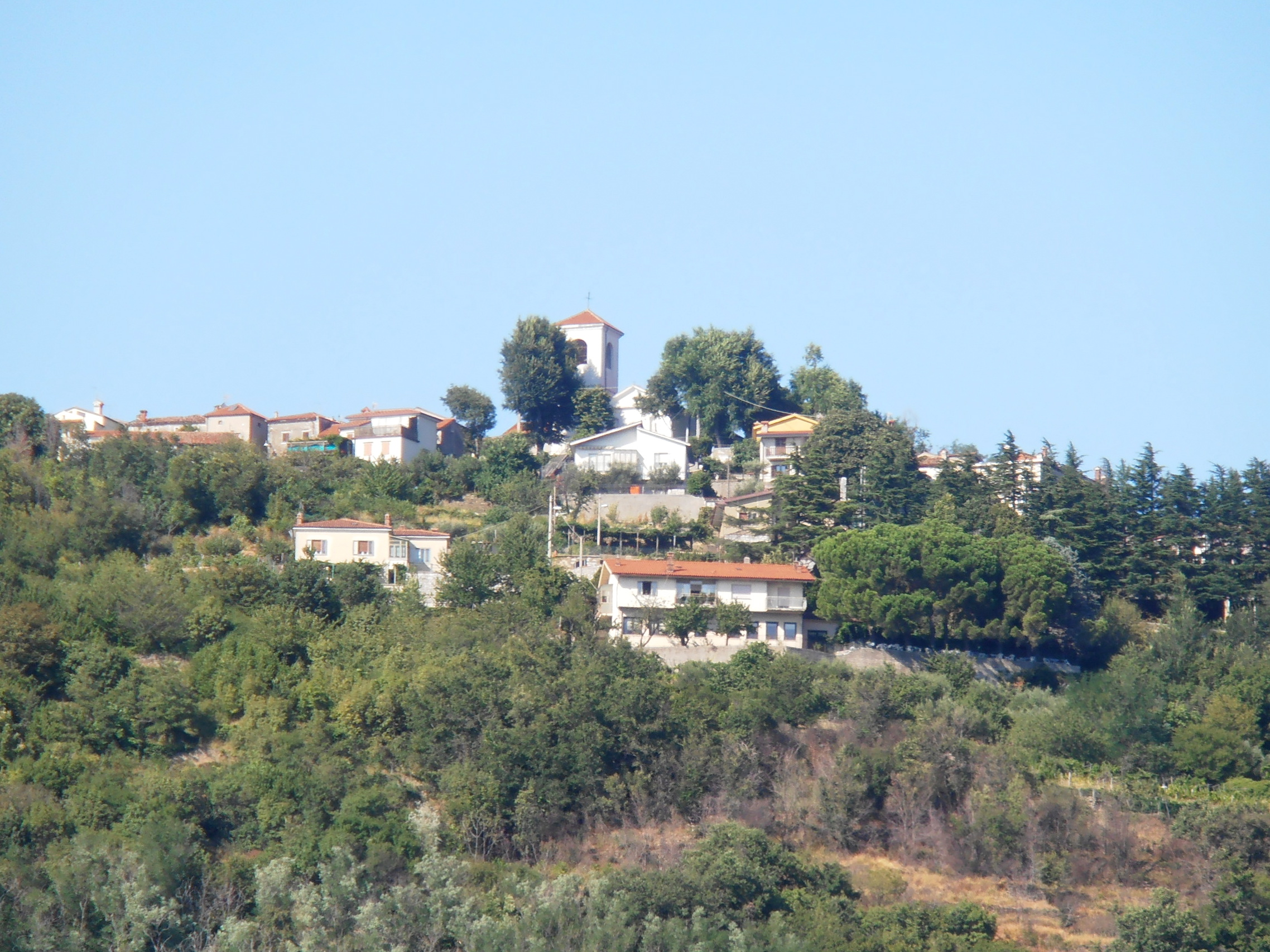
Contovello visto dal mare
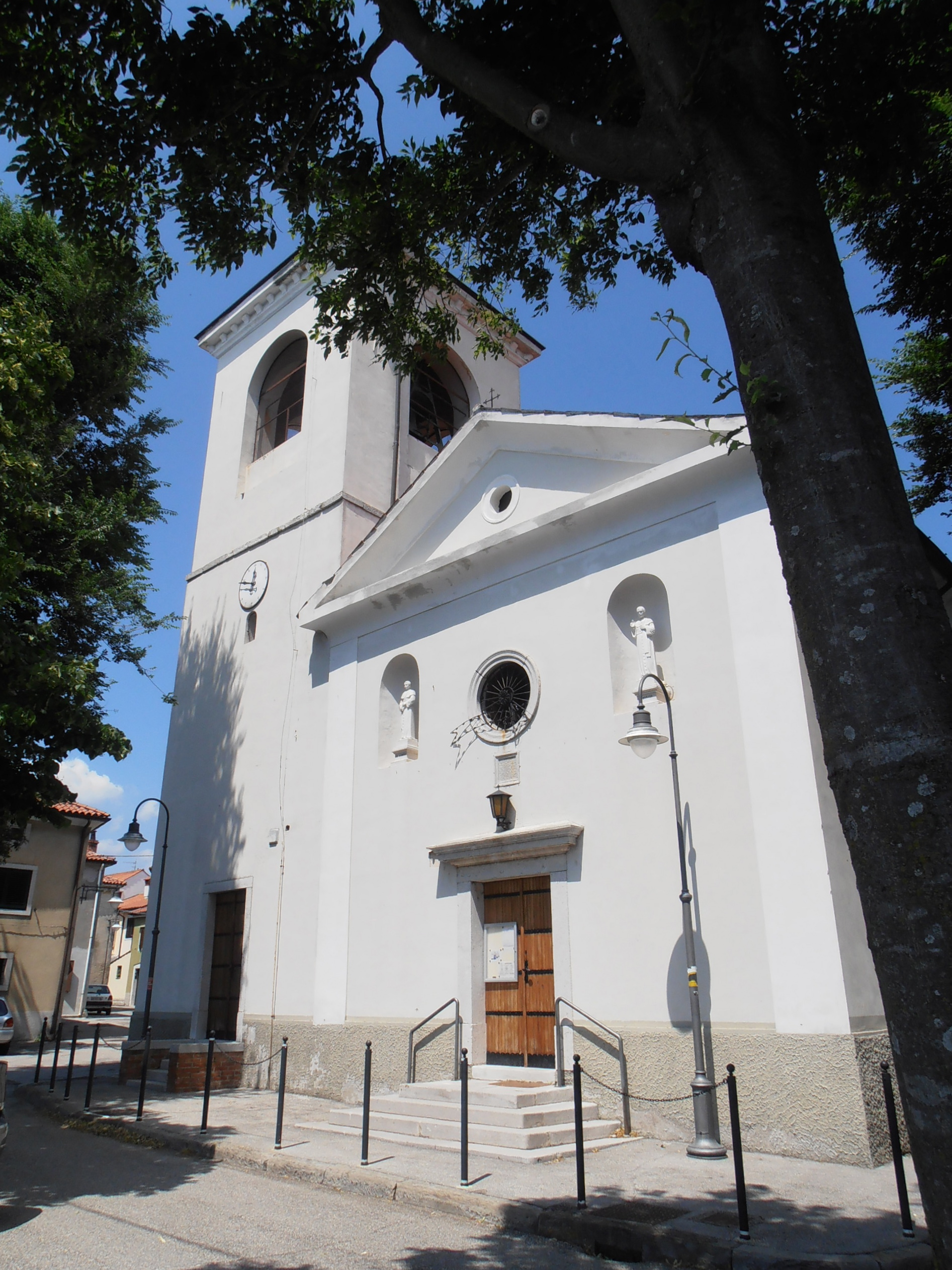
La chiesa di San Girolamo
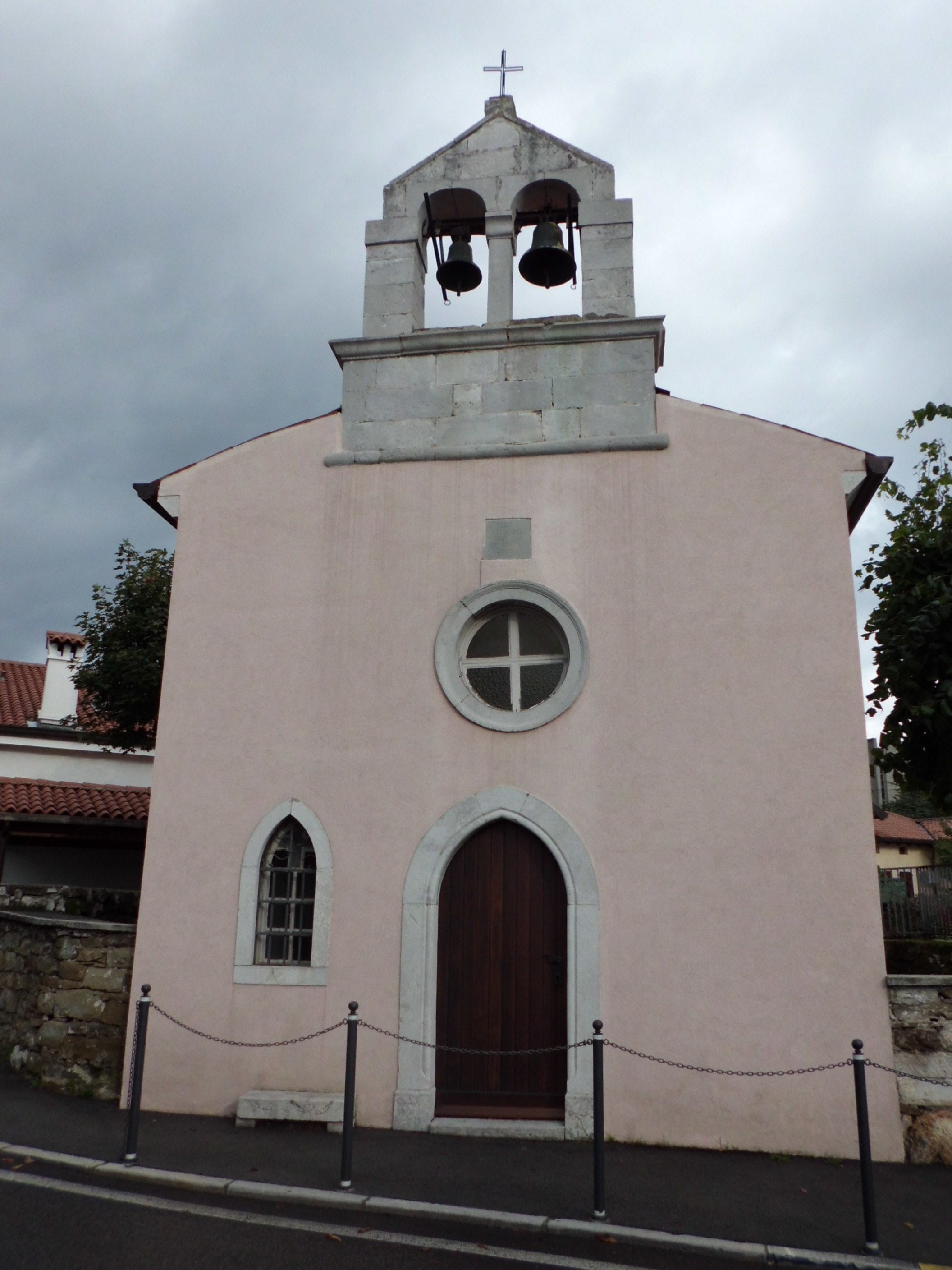
Chiesa di Santa Maria della Salvia
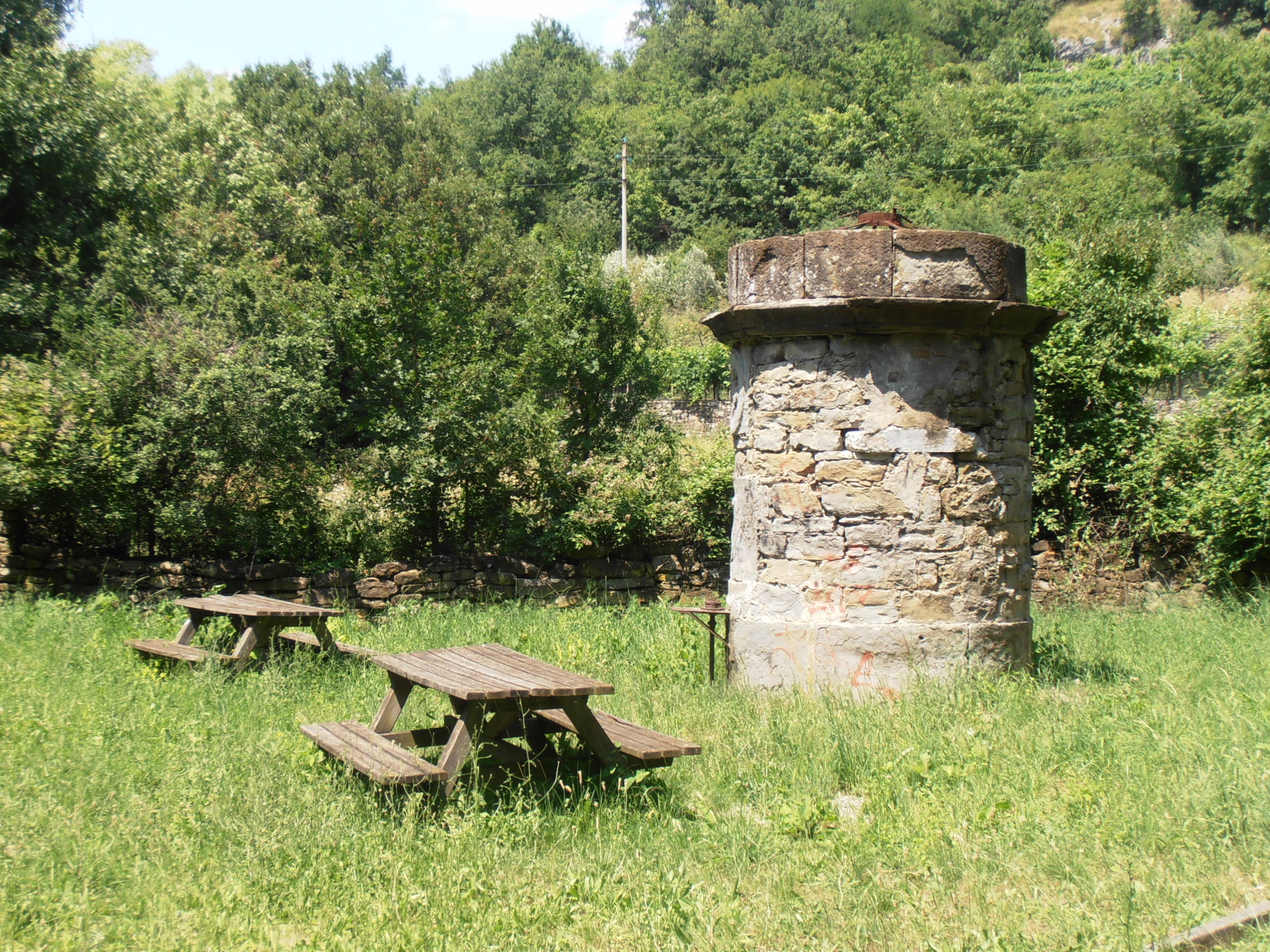
La vecchia fontana

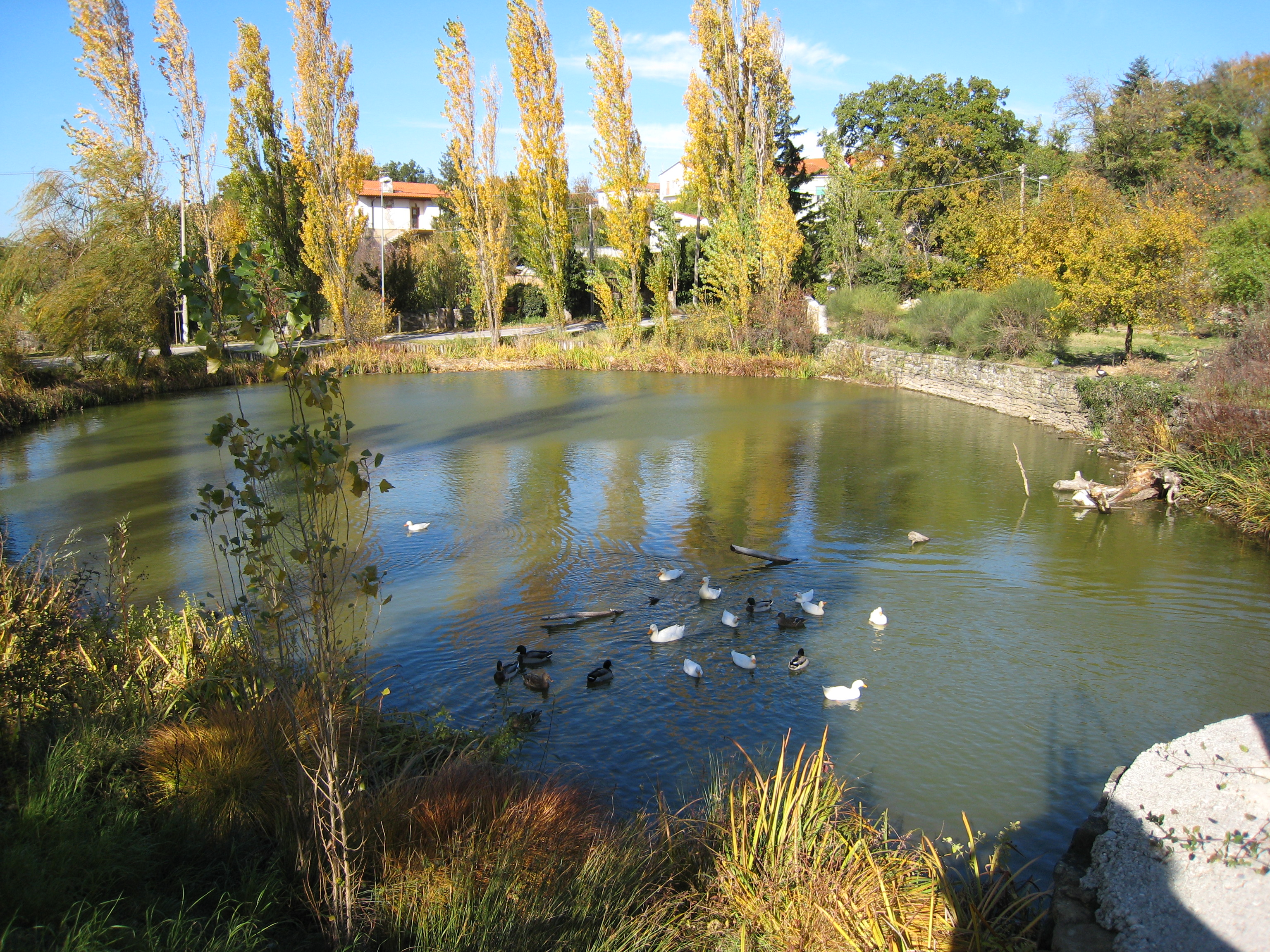
Lo stagno di Contovello
- oasi naturalistica -
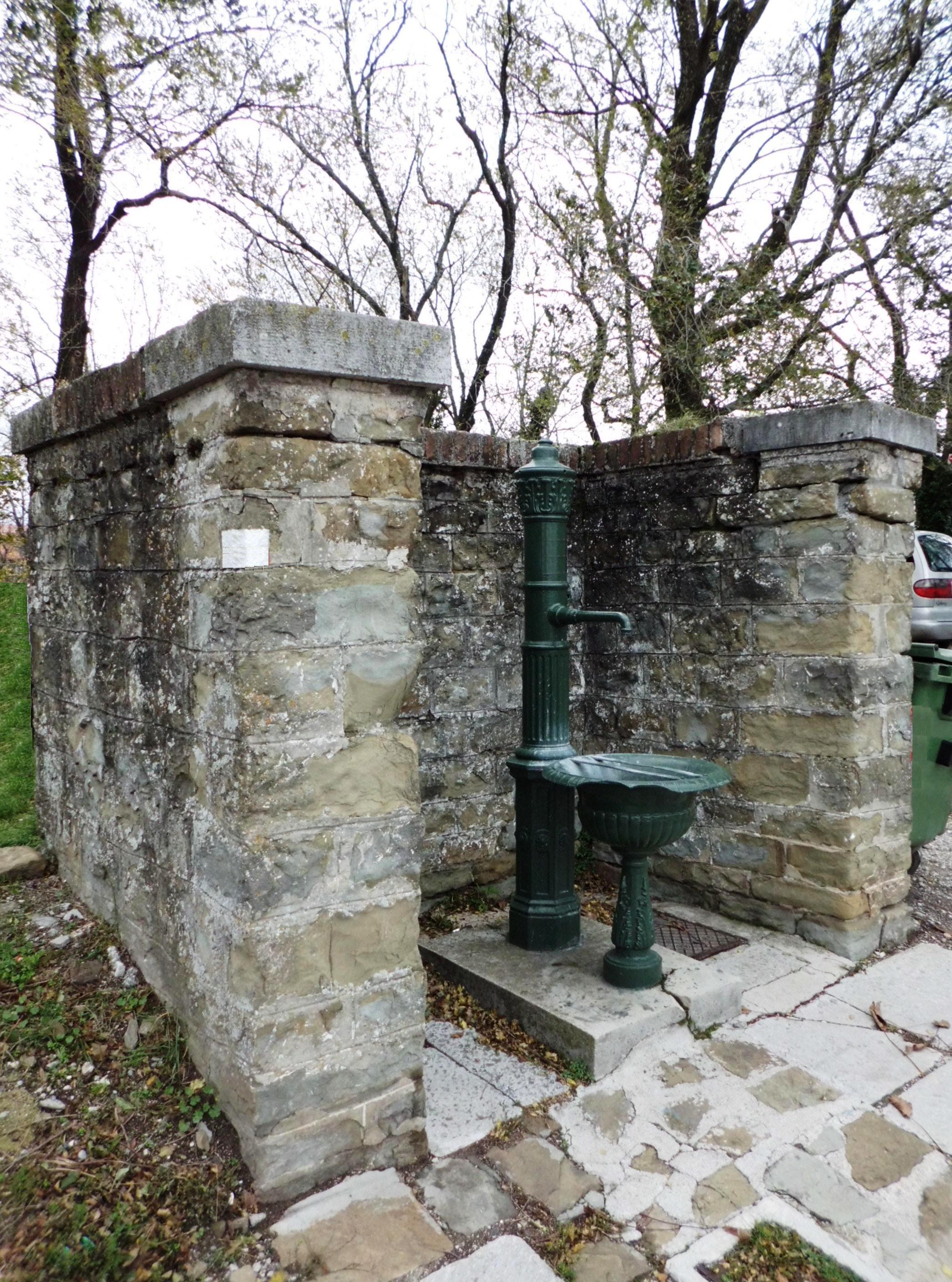
La fontana pubblica a B.go Santo Stefano (Contovello) con muro a protezione dalla Bora
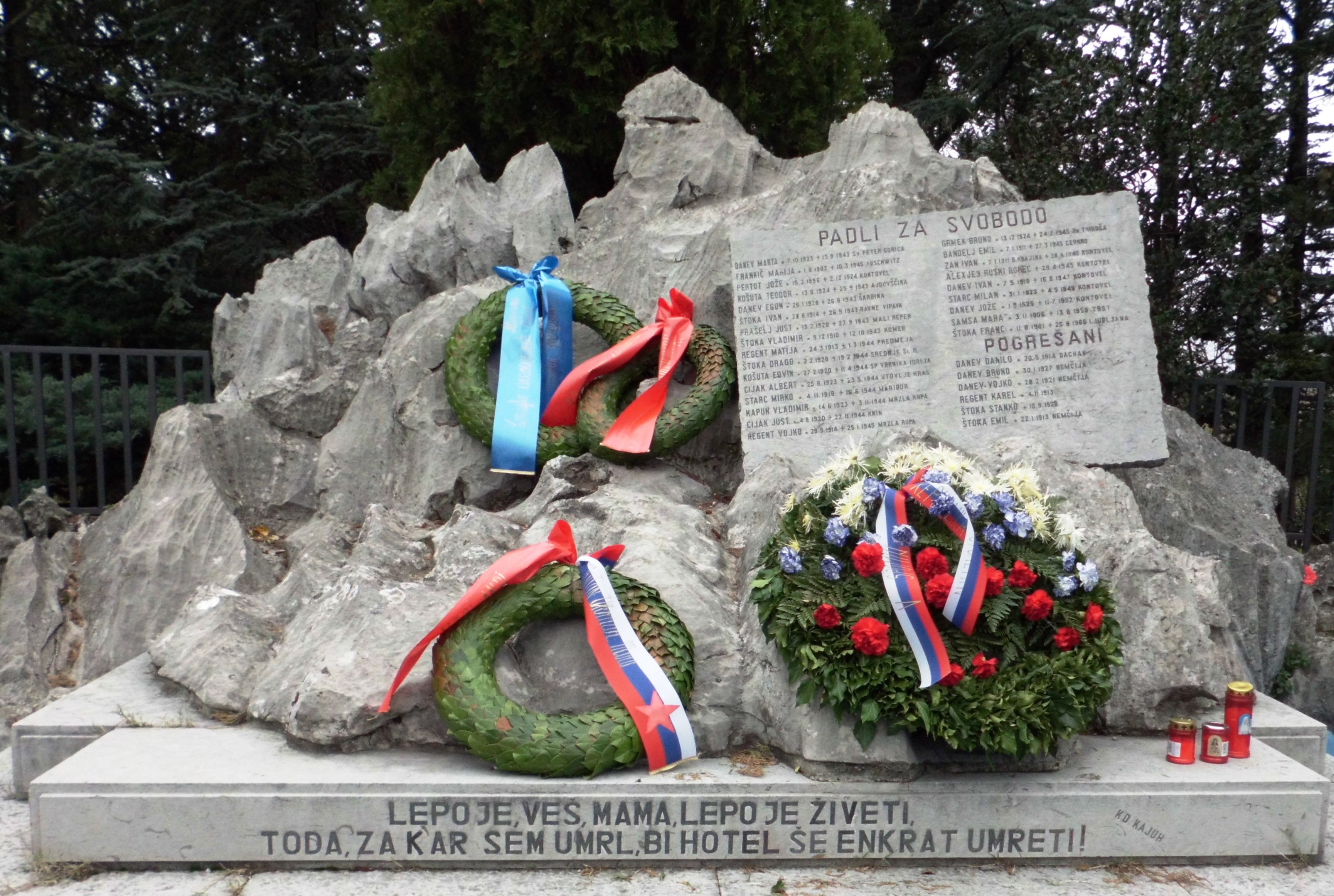
Monumento dedicato ai caduti nella lotta contro l'oppressione fascista e l'occupazione nazista